# A három testőr, avagy a királyné gyémántjai
A három testőr, avagy a királyné gyémántjai vagy A három testőr, avagy a királyné nyaklánca 1973-ban készült színes, angol–amerikai kalandfilm. Rendezte: Richard Lester. Eredeti címe: The Three Musketeers – The Queen’s Diamonds. A látványos, fordulatos és szellemes produkció Id. Alexandre Dumas A három testőr című klasszikus regényének egyik legjobb és legnépszerűbb változata.  Folytatások: A négy testőr, avagy a Milady bosszúja (1974), A testőrök visszatérnek (1989).

## A cselekmény
|  | Alább a cselekmény részletei következnek! |

Cselszövők egymás között: a Milady és Richelieu (Faye Dunaway és Charlton Heston)

D’Artagnan, egy gascogne-i ifjú fakó lován, édesapja egykori kardjával és édesanyja útravalóival felszerelkezve elindul Párizsba, hogy beálljon a királyi testőrök közé. Egy vidéki városban összeszólalkozik egy félszemű nemesemberrel, aki éppen egy Milady nevű szépséges hölggyel találkozik. Párizsban d’Artagnan jelentkezik Tréville úrnál, apja egykori bajtársánál, aki most a Királyi Testőrség parancsnoka. Ahhoz azonban, hogy d’Artagnan testőr lehessen, előbb érdemeket kell szereznie. Meghallgatás közben a fiatalember kitekint az ablakon, és megpillantja félszemű kötekedőjét. Azonnal utána indul. Sietségében a király három testőrével is konfliktusba keveredik, akik egymástól függetlenül párbajozni hívják a karmelita kolostorhoz. A párbaj kezdetekor azonban megjelennek a bíboros gárdistái, akik le akarják fegyverezni a testőröket. D’Artagnan a három testőr – Athos, Porthos és Aramis – mellé áll, és együtt győzik le a gárdistákat. A fiatalember ezután inast fogad és szállást keres. Felfigyel háziura, Bonacieux szépséges feleségére, Constance-ra, s mintha az érdeklődés kölcsönös lenne. Amikor egy éjszaka Constance-t és férjét a gárdisták elhurcolják, d’Artagnan a hölgy védelmére kel. Kiderül, hogy a szép hölgy a királyné bizalmasa. Constance még aznap éjjel a palotába csempészi a brit miniszterelnököt, Buckingham herceget, aki a királyné titkos imádója. A légyotton a könnyelmű királyné egy értékes, 12 gyémántból álló nyakéket ad hódolójának szerelmi zálogul. A bíboros gárdistái megzavarják a találkát, de a hercegnek sikerül elmenekülnie d’Artagnan és barátai jóvoltából. A bíboros viszont értesül a találka részleteiről, és mivel az ő szerelme a királyné iránt viszonzatlan maradt, tönkre akarja tenni őt. Ráveszi a hiú királyt, hogy rendezzen nagyszabású bált, és kérje azt a hitvesétől, hogy a mulatságon az értékes nyakékkel jelenjen meg. Richelieu bíboros akar lenni abban, hogy a királyné nem tudja visszaszerezni az ékszert Londonból, ezért megbízza kémnőjét, a Miladyt, hogy szerezzen meg valahogy két gyémántot. A ravasz szépasszony – bájait bevetve – sikerrel jár. Közben d'Artagnan és barátai útnak indultak Londonba, hogy megmentsék a királyné becsületét, és még időben visszahozzák a nyakéket Párizsba. A bíboros emberei által felállított csapdák miatt végül csak d'Artagnan és szolgája jutnak át Angliába, ahol a herceggel együtt döbbenten veszik észre a Milady által eltulajdonított két gyémánt hiányát…

## Az irodalmi mű
Dumas egyik legnépszerűbb regénye, A három testőr 1844-ben jelent meg először. A szerző eredetileg XIV. Lajos, a Napkirály életét akarta feldolgozni. Anyaggyűjtés közben, a Királyi Könyvtárban bukkant rá a D’Artagnan emlékiratai címet viselő műre. Ez tulajdonképpen egy álmemoár volt, hiszen nem d’Artagnan (valódi nevén: Charles de Batz de Castelmore d’Artagnan) gróf írta, hanem egy bizonyos Courtilz de Sandras. Dumas-nak annyira megtetszett Sandras írása, hogy további kutatásait már a benne talált információknak megfelelően folytatta. Így akadt kezébe La Fère gróf emlékirata, melyet szintén forrásmunkaként használt, akárcsak Ausztriai Anna királyné bizalmasának, Pierre de La Porte-nak a visszaemlékezéseit. A történeti tények figyelembe vétele mellett Dumas természetesen a fantáziáját is szabadon engedte. Kevésbé közismert, hogy a testőrök történetét az író egészen a halálukig folytatta a Húsz év múlva és a Bragelonne vicomte című könyveiben. A három testőrből származik az irodalomtörténet egyik leghíresebb szállóigéje: „Egy mindenkiért, mindenki egyért”.

## Az alkotókról

### Rendezőválasztás
Ilya Salkind és édesapja, Alexander Salkind – mindketten producerek – az 1960-as években kezdtek foglalkozni a Dumas-mű megfilmesítésének gondolatával. Ilyának számos elképzelése volt a tervezett produkcióról: eleinte például a sikerei csúcsán lévő Beatles együttes tagjaival képzelte el a filmet. Természetesen a Beatles-filmek alkotója, Richard Lester lett volna a rendező, ám a tervezett együttműködésnek számos, részben anyagi természetű akadálya volt. Ilya A három testőr filmváltozatát eleinte a Tom Jones (1963) című népszerű és igényes kosztümös kalandfilm mintájára képzelte el. Meg is kereste a film rendezőjét, Tony Richardsont. A jó nevű rendező hajmeresztő ötlettel állt elő, melyhez mereven ragaszkodott: az egész cselekményt egy zárdába kívánta helyezni. Richardsonról tehát le kellett mondani. Salkindék ajánlatot tettek Roman Polańskinak, aki a Vámpírok bálja (1967) című szellemes paródiája révén került a lehetséges jelöltek közé. A lengyel rendező azonban kijelentette, hogy nem érdekli a téma. Végül a producerek visszatértek legelső kiszemeltjükhöz, Richard Lesterhez. A Beatles-tagok neve már nem merült fel újra lehetséges főszereplők gyanánt, hiszen addigra a zenekar túl volt sikerei csúcsán. Lester nem mondott azonnal igent, inkább kifogásait hangsúlyozta: nem akar ifjúsági filmet forgatni. Mindenesetre hajlandó volt elolvasni a könyvet. Két nappal később lelkesen hívta fel Ilyát, és igent mondott a felkérésre. A három testőr megvalósítását a részben Magyarországon forgatott Kékszakáll (1972) anyagi sikere tette lehetővé a producerek számára. Felmerült, hogy esetleg A három testőrt is hazánkban forgatják, de a távolság és a magyar bürokrácia miatt az ötletet végül elvetették. A takarékos producerek a kézenfekvő helyszínek – Franciaország és Anglia – helyett a jóval olcsóbb Spanyolországot választották.

### A szereposztás

Buckingham herceg (Simon Ward)

Az első elképzelések szerint a testőröket amerikai sztárok játszották volna. Felmerült többek között Rock Hudson, John Gavin, Rod Taylor és Charlton Heston neve, de különböző okok miatt konkrét szerződésekre nem került sor. A legnagyobb névnek számító Hestont azonban a producerek mindenképpen szerették volna megnyerni. Az amerikai színész hajlandó is lett volna Athos, esetleg Porthos szerepét eljátszani. Lester azonban győzködni kezdte a sztárt, hogy Richelieu bíboros lenne a neki való szerep, noha Heston fizikai adottságai mások voltak, mint a híres történelmi személyiségé. A sztár beadta a derekát, és állítása szerint döntését sosem bánta meg. Ezután a producerek és a rendező úgy döntöttek, hogy a testőröket inkább angol színészekkel játszatják el. Athos szerepét Salkindék egyik favoritja, Oliver Reed kapta. D’Artagnan szerepére Lester Malcolm McDowellt ajánlotta, a producerek viszont ragaszkodtak Michael Yorkhoz. Frank Finlay-t Lester javasolta, noha a színész merőben más alkat volt, mint a regénybeli Porthos. (Finlay egyébként egy másik szerepet is kapott a filmben: ő játssza O’Reillyt is, Buckingham herceg ékszerészét.) Richard Chamberlain (Aramis) kiválasztásában fontos szempont volt, hogy a színész Európában és a tengerentúlon egyaránt népszerű volt.
Rochefort gróf megformálására a horrorfilmekben népszerűvé vált Christopher Lee-t kérték fel. Lesterék egyik ötlete az volt, hogy a figura félszemű legyen. (20 évvel később a Disney-cég újabb filmváltozatában Michael Wincott Rochefort-ja is félszemű volt.) Buckingham herceg szerepét Simon Wardnak ajánlották fel, aki először habozott. A producerek ezért Christopher Casnorral állapodtak meg. Ward azonban váratlanul meggondolta magát, és mivel jóval ismertebb színész volt, mint kollégája, Salkindék felbontották Casnor szerződését, és lelépési pénzt fizettek neki. Jean-Pierre Cassel szerződtetése XIII. Lajos király szerepére nagyszerű húzás volt: egyrészt a művészt az Egyesült Államokban is ismerték, másrészt – és ez volt a fontosabb szempont – remek színész volt, aki kitűnő alakítást nyújtott a hiú uralkodó szerepében. A kisebb férfi szerepeket olyan kiváló epizodistákra bízták, mint Roy Kinnear, Spike Milligan, Michael Gothard és Joss Ackland. A főszereplőket William Hobbs készítette fel a vívójelenetekre. A szakember különösen Oliver Reeddel volt megelégedve, noha vele egyébként voltak más jellegű problémák. A forgatás ideje alatt például kocsmai rendbontásért kis időre őrizetbe vette a spanyol rendőrség. Komolyabb gond volt, hogy a vízimalomnál játszódó jelenetben a színész súlyosan megsérült, mikor véletlenül tényleg torkon szúrták.

A királyné és bizalmasa, Constance (Raquel Welch és Geraldine Chaplin)

A három fontosabb női szerep kiosztása sem ment minden gond nélkül. A forgatási helyszín tette lehetővé, hogy Ausztriai Anna királyné szerepére a legendás komikus, Charles Chaplin egyik leányát, az akkoriban már ismert színésznőnek számító Geraldine Chaplint kérjék fel: a művésznő ugyanis akkoriban Spanyolországban élt Carlos Saura rendező élettársaként. A Milady szerepét Ursula Andressnek szánták, vele azonban nem sikerült megállapodni. Végül Faye Dunawayt szerződtették, aki már korábban is forgatott Európában. A Madame Bonacieux-t alakító szexi Raquel Welch fénykorát élte az 1970-es évek elején, ráadásul játszott a Kékszakállban is. Salkindék újabb felkérésére a sztár most sem mondott nemet. A kosztümök miatt azonban Raquel még a forgatás előtt összekülönbözött a rendezővel, és táviratban lemondta a szerepet. Lester megpróbálta helyette Julie Christie-t szerződtetni, de nem járt sikerrel. Salkindék végül vállalták, hogy megbékítik Raquelt, ami a vártnál könnyebben sikerült. (A színésznő külön ruhatervezőt kapott Ron Talsky személyében.) A maximalista Lester számtalanszor elgyakoroltatta két női főszereplőjével azt a jelenetet, melyben Constance és a Milady összecsapnak a királyné gyémántjaiért. A producerek reklámfogásból megpróbálták a valóságban is egymásra uszítani Raquelt és Faye-t, ám a nehéz természetű színésznőnek tartott Dunaway olyan barátságos volt kolléganőjével, hogy ezzel elejét vette minden áskálódásnak.

## Érdekességek
- A film forgatókönyvét George MacDonald Fraser írta. Ez volt az első forgatókönyvírói munkája, és rögtön díjat is nyert vele. A remek szkript ellenére Lester forgatás közben gyakran improvizált.
- Michel Legrand zeneszerző 10 nap alatt komponálta meg és vette fel a film teljes kísérőzenéjét. Ragyogó munkát végzett, de a folytatásban már nem vett részt.
- A karmelita kolostornál játszódó párbajjelenetben d’Artagnan lágyékon szúrja Jussacot. A jelenet végén Jussac azonban a vállát fogja, holott szerepe szerint nem ott sérült meg.
- A három testőr, avagy a királyné gyémántjai egyszerre készült A négy testőr, avagy a Milady bosszújával. Eredetileg ugyanis egész estés, kétrészes filmként akarták bemutatni az anyagot, ám az olyan hosszú lett, hogy jobb ötletnek tűnt két különálló produkcióként forgalmazni a mozikban. A színészek tiltakoztak, mondván, hogy csak egy film után kaptak gázsit. Az ügy a bíróságon kötött ki. A színészek a pert ugyan megnyerték, de a pótlólag kapott pénz még így is kevesebb volt, mintha eleve két filmre szerződtek volna.

## Magyar kritikai visszhang
„Talán nem hangzik túlzásnak (a film megtekintése után semmiképpen sem), Richard Lester filmjét tanítani lehetne (kellene?) a főiskolákon, és ez nem egyszerűen csak eszköztárának elemzését jelentené. Fontosabb az a szemlélet, ahogyan egy ilyen – egyre hervadóbban örökzöld – témát átgyúrva korunk emberének viszonyát a romantikához megfogalmazza. […] Ne áltassuk magunkat: Lester elsődlegesen nyilván a maga szórakoztatására készítette ezt a munkáját. Fölszabadult öröme azonban át meg átjárja a filmet, könnyeddé, elegánssá, szellemessé és korszerűvé is varázsolja. […] Talán ezt érezhették meg a színészek is, akik kivétel nélkül mind remekül beletaláltak A három testőr legújabb megjelenítésébe.”

(Sas György kritikája. Film Színház Muzsika 1976/47, 1976. november 20., 7. oldal)

## Szereposztás
| Szerep                      | Színész             | Magyar hangja (1. szinkron, 1985) | Magyar hangja (2. szinkron, 1994) |
| --------------------------- | ------------------- | --------------------------------- | --------------------------------- |
| Athos                       | Oliver Reed         | Bujtor István                     | Vitay András                      |
| Porthos / O’Reilly          | Frank Finlay        | Végvári Tamás                     | Csuja Imre                        |
| Aramis                      | Richard Chamberlain | ifj. Pathó István                 | Kassai Károly                     |
| D’Artagnan                  | Michael York        | Szakácsi Sándor                   | Forgács Péter                     |
| Constance Bonacieux         | Raquel Welch        | Bánsági Ildikó                    | Kiss Erika                        |
| Rochefort gróf              | Christopher Lee     | id. Pathó István                  | Reviczky Gábor                    |
| Ausztriai Anna királyné     | Geraldine Chaplin   | Venczel Vera                      | Csere Ágnes                       |
| XIII. Lajos                 | Jean-Pierre Cassel  | Tahi Tóth László                  | Rácz Géza                         |
| Milady de Winter            | Faye Dunaway        | Földi Teri                        | Menszátor Magdolna                |
| Richelieu bíboros           | Charlton Heston     | Gelley Kornél                     | Barbinek Péter                    |
| Buckingham herceg           | Simon Ward          | Oszter Sándor                     | Harmath Imre                      |
| Kitty (a Milady szobalánya) | Nicole Calfan       | ?                                 | ?                                 |
| Planchet                    | Roy Kinnear         | Haumann Péter                     | Bodor Tibor                       |
| Felton                      | Michael Gothard     | ?                                 | ?                                 |
| Jussac                      | Ángel Del Pozo      | ?                                 | ?                                 |
| Eugenie                     | Sybil Danning       | ?                                 | ?                                 |
| Beatrice                    | Gitty Djamal        | ?                                 | ?                                 |
| Tréville kapitány           | Georges Wilson      | Tyll Attila                       | Bata János                        |
| Monsieur Bonacieux          | Spike Milligan      | Raksányi Gellért                  | Makay Sándor                      |
| D’Artagnan apja             | Joss Ackland        | Láng József                       | ?                                 |
| D’Artagnan anyja            | Gretchen Franklin   | ?                                 | ?                                 |

## Díjak és jelölések

### Golden Globe-díj
- 1975 díj Raquel Welch, legjobb színésznő (musical / vígjáték kategóriában)
- 1975 jelölés Legjobb film (musical / vígjáték kategóriában)

### BAFTA-díj
- 1975 jelölés Michel Legrand, Anthony Asquith-díj a legjobb filmzenéért
- 1975 jelölés Brian Eatwell, legjobb művészeti vezető
- 1975 jelölés David Watkin, legjobb operatőr
- 1975 jelölés Yvonne Blake, legjobb jelmez
- 1975 jelölés John Victor-Smith, legjobb vágás

### Evening Standard-díj
- 1975 díj Richard Lester

### A Brit Forgatókönyvírók Szövetségének díja
- 1975 díj George MacDonald Fraser, legjobb forgatókönyv (brit vígjáték kategória)

### Grammy-díj
- 1975 jelölés Michel Legrand, legjobb filmzene